# اليسع
اليَسَع (إليشع في الأصل العبري، אֱלִישַׁע): نبي من أنبياء الله الذين لم تذكر الكتب المدة التي عاشها. لكنه كان في منطقة بانياس ببلاد الشام.

## اليسع في الإسلام

### ذكره في القرآن
ذكر الله اليسع في القرآن الكريم مرتين:
- ﴿وَإِسْمَاعِيلَ وَالْيَسَعَ وَيُونُسَ وَلُوطًا وَكُلًّا فَضَّلْنَا عَلَى الْعَالَمِينَ ۝٨٦﴾ [الأنعام:86].[4]

- ﴿وَاذْكُرْ إِسْمَاعِيلَ وَالْيَسَعَ وَذَا الْكِفْلِ وَكُلٌّ مِنَ الْأَخْيَارِ ۝٤٨﴾ [ص:48].[5]

فقد أوجز القرآن الكريم في ذكره، ولم يذكر عن حياته شيئاً، غير ذكره في مجموعة الرسل الكرام الذين يجب الإيمان بهم إجمالا وتفصيلاً. ورُسِمَ الاسم في المصحف بلام واحدة، غير أنه قُرِئ بوجهين: بتشديد اللام المفتوحة وإسكان الياء اللَّيسَع، وبتخفيف اللام وفتح الياء الْيَسَع.

### اليسع في كتب التاريخ
كان بعد إلياس اليسع عليه السلام، فمكث ما شاء الله أن يمكث يدعوهم إلى توحيد الله، مستمسكاً بمنهاج إلياس وشريعته حتى قبضه الله  إليه، ثم خلف فيهم الخلوف، وعظُمت فيهم الأحداث والخطايا، وكثرت الجبابرة، وقتلوا الأنبياء. وكان فيهم ملك عنيد طاغ، ويقال إنه الذي تكفل له ذو الكفل إن هو تاب ورجع دخل الجنة فسمي ذا الكفل.
وهو الأسباط بن عدي بن شوتلم بن أفراثيم بن يوسف بن يعقوب بن إسحاق بن إبراهيم الخليل. ويقال هو ابن عم إلياس النبي ، وخليفته على بني إسرائيل، ويقال كان مستخفياً معه بجبل قاسيون من ملك بعلبك، ثم ذهب معه إليها، فلما رفع إلياس خلفه اليسع في قومه، ونبأه الله بعده على بني إسرائيل وأوحى إليه وأيده.
جاء في تاريخ الطبري أنه اليسع بن أخطوب.
وذكر الحافظ ابن عساكر أن نسبه يصل إلى أفرائيم بن يوسف الصديق وهو من أنبياء بني إسرائيل.
ويقال إن اليسع صنع مثلما صنع عيسى، فمشى على الماء وأحيى الموتى وأبرأ الأكمه والأبرص.

## اليسع وذو الكفل
روي أن اليسع قال لمن معه: أيكم يكفل لي أن يصوم النهار ويقوم الليل ولا يغضب، ويكون معي في درجتي ويكون بعدي في مقامي؟ قال شاب من القوم: أنا. ثم أعاد فقال الشاب: أنا، ثم أعاد فقال الشاب: أنا، ثم أعاد فقال الشاب: أنا. فلما مات قام بعده في مقامه، فأتاه إبليس بعدما قال ليغضبه يستعديه فقال الرجل: اذهب معه. فجاء فأخبره أنه لم ير شيئا، ثم أتاه فأرسل معه آخر فجاءه فأخبره أنه لم ير شيئا، ثم أتاه فقام معه فأخذ بيده فانفلت منه فسمي «ذا الكفل» لأنه كفل أن لا يغضب.
فقد كان في أواخر عهد نبي الله اليسع، أنه لما كبر قال: «لو أني استخلفت رجلاً على الناس يعمل عليهم في حياتي حتى أنظر كيف يعمل؟» فجمع الناس فقال: من يتقبل لي بثلاث استخلفه: يصوم النهار، ويقوم الليل، ولا يغضب. فقام رجل تزدريه العين، فقال: أنا، فقال: أنت تصوم النهار، وتقوم الليل، ولا تغضب؟ قال: نعم. لكن اليسع ردّ الناس ذلك اليوم دون أن يستخلف أحدا. وفي اليوم التالي خرج اليسع على قومه وقال مثل ما قال اليوم الأول، فسكت الناس وقام ذلك الرجل فقال أنا. فاستخلف اليسع ذلك الرجل.
فجعل إبليس يقول للشياطين: عليكم بفلان، فأعياهم ذلك. فقال دعوني وإياه، فأتاه في صورة شيخ كبير فقير، وأتاه حين أخذ مضجعه للقائلة، وكان لا ينام الليل والنهار، إلا تلك النّومة فدقّ الباب. فقال ذو الكفل: من هذا؟ قال: شيخ كبير مظلوم. فقام ذو الكفل ففتح الباب. فبدأ الشيخ يحدّثه عن خصومة بينه وبين قومه، وما فعلوه به، وكيف ظلموه، وأخذ يطوّل في الحديث حتى حضر موعد مجلس ذي الكفل بين الناس، وذهبت القائلة. فقال ذو الكفل: إذا رحت للمجلس فإنني آخذ لك بحقّك.
فخرج الشيخ وخرج ذو الكفل لمجلسه دون أن ينام، لكن الشيخ لم يحضر للمجلس، وانفض المجلس دون أن يحضر الشيخ. وعقد المجلس في اليوم التالي، لكن الشيخ لم يحضر أيضا. ولما رجع ذو الكفل لمنزله عند القائلة ليضطجع أتاه الشيخ فدق الباب، فقال: من هذا؟ فقال الشيخ الكبير المظلوم. ففتح له فقال: ألم أقل لك إذا قعدت فأتني؟ فقال الشيخ: إنهم أخبث قوم إذا عرفوا أنك قاعد قالوا لي نحن نعطيك حقك، وإذا قمت جحدوني. فقال ذو الكفل: انطلق الآن فإذا رحت مجلسي فأتني.
وفاتته القائلة، فراح إلى مجلسه وانتظر الشيخ فلم يره وشق عليه النعاس، فقال لبعض أهله: لا تدعنَّ أحداً يقرب هذا الباب حتى أنام، فإني قد شق عليّ النوم. فقدم الشيخ، فمنعوه من الدخول، فقال: قد أتيته أمس، فذكرت لذي الكفل أمري، فقالوا: لا والله لقد أمرنا أن لا ندع أحداً يقربه. فقام الشيخ وتسوّر الحائط ودخل البيت ودق الباب من الداخل، فاستيقظ ذو الكفل، وقال لأهله: ألم آمركم ألا يدخل علي أحد؟ فقالوا: لم ندع أحدا يقترب، فانظر من أين دخل. فقام ذو الكفل إلى الباب فإذا هو مغلق كما أغلقه؟ وإذا الرجل معه في البيت، فعرفه فقال: أَعَدُوَّ الله؟ قال: نعم أعييتني في كل شيء، ففعلت كل ما ترى لأغضبك.